# Duncan Bridge
Duncan P. B. Bridge (* 1958) ist ein englischer Badmintonspieler. 

## Karriere
Duncan Bridge gewann 1977 die French Open und die Irish Open gefolgt von zwei weiteren Titeln in Irland 1979. Im letztgenannten Jahr siegte er ebenso wie 1980 bei den Hungarian International. 1981 gewann er die German Open, ein Jahr später die Swedish Open. 1982 wurde er englischer Meister im Herrendoppel mit Martin Dew.

## Sportliche Erfolge
| Saison | Veranstaltung                  | Disziplin    | Platz | Name                             |
| ------ | ------------------------------ | ------------ | ----- | -------------------------------- |
| 1975   | Junioren-Europameisterschaft   | Herrendoppel | 3     | Gary Scott / Duncan Bridge       |
| 1975   | Junioren-Europameisterschaft   | Mixed        | 2     | Duncan Bridge / Lorraine Fowler  |
| 1977   | Irish Open                     | Herrendoppel | 1     | Tim Goode / Duncan Bridge        |
| 1977   | French Open                    | Herrendoppel | 1     | Duncan Bridge / Brian Keeling    |
| 1979   | Irish Open                     | Mixed        | 1     | Duncan Bridge / Kathleen Redhead |
| 1979   | Irish Open                     | Herrendoppel | 1     | Duncan Bridge / Ray Rofe         |
| 1979   | Hungarian International        | Herrendoppel | 1     | Nick Yates / Duncan Bridge       |
| 1980   | Hungarian International        | Herrendoppel | 1     | Dipak Tailor / Duncan Bridge     |
| 1981   | USSR International             | Mixed        | 1     | Duncan Bridge / Jill Pringle     |
| 1981   | Czechoslovakian International  | Herrendoppel | 1     | Gerry Asquith / Duncan Bridge    |
| 1981   | German Open                    | Herrendoppel | 1     | Duncan Bridge / Martin Dew       |
| 1982   | Swedish Open                   | Mixed        | 1     | Duncan Bridge / Gillian Clark    |
| 1982   | England: Einzelmeisterschaften | Herrendoppel | 1     | Martin Dew / Duncan Bridge       |